# Nossa Senhora dos Remédios
Nossa Senhora dos Remédios är en kommun i Brasilien.   Den ligger i delstaten Piauí, i den östra delen av landet, 1 400 km norr om huvudstaden Brasília. Antalet invånare är 8 214.
Omgivningarna runt Nossa Senhora dos Remédios är huvudsakligen savann. Runt Nossa Senhora dos Remédios är det ganska glesbefolkat, med 24 invånare per kvadratkilometer.